# Cryptochrostis fulveola
Cryptochrostis fulveola är en fjärilsart som beskrevs av George Francis Hampson 1926. Cryptochrostis fulveola ingår i släktet Cryptochrostis och familjen nattflyn. Inga underarter finns listade i Catalogue of Life.